# Pascuala Mesa
Pascuala Mesa (1867 -Madrid, 14 de enero de 1952) fue una actriz española.

## Biografía
Conocida actriz teatral en los escenarios madrileños desde finales del siglo XIX. En 1906 se incorpora a la compañía de Francisco Morano y en 1909 era ya primera actriz en el Teatro Imperial de la capital. Ese mismo año, estrenaba en Zaragoza La escuela de las princesas, de Jacinto Benavente. En 1911 debuta en el Teatro Español con La moza del cántaro, de Lope de Vega y en 1914 realiza una gira, de nuevo con Morano, que la lleva a Buenos Aires.
De regreso a España, colabora con Mercedes Pérez de Vargas en La fiebre verde (1923), de Antonio L. Buenretiro, con Mariano Asquerino en El camino de todos (1924), de Carlos Arniches, y con María Banquer en Noche de hogueras (1925), de José M. Acevedo.
En 1926 se incorpora a la compañía de Margarita Xirgu, con la que alcanza éxitos notables como Felicidad (1926), de Josep Maria de Sagarra, La princesa Bebé (1927), Más fuerte que el amor (1928), Vidas cruzadas (1929), todas de Benavente o el estreno mundial de Mariana Pineda (1927),  en la que encarnó el personaje de Isabel, la Clavela y La zapatera prodigiosa (1930), ambas de Federico García Lorca o La ermita la fuente y el río (1927) y Fuente escondida (1931), ambas de Eduardo Marquina, Fortunata y Jacinta (1930), de Benito Pérez Galdós.
Finalizada su relación profesional con Xirgu, se une a Irene López Heredia y Mariano Asquerino con los que estrena, entre otras, en Por tierra de hidalgos (1934), de Manuel Linares Rivas, El río dormido (1935), de Francisco Serrano Anguita o La inglesa sevillana (1935), de los Hermanos Álvarez Quintero.
Tras el paréntesis de la Guerra civil española, retoma su carrera manteniendo su vinculación artística con López Heredia, hasta su retirada definitiva a finales de la década de 1940.